# The Clock of the Long Now

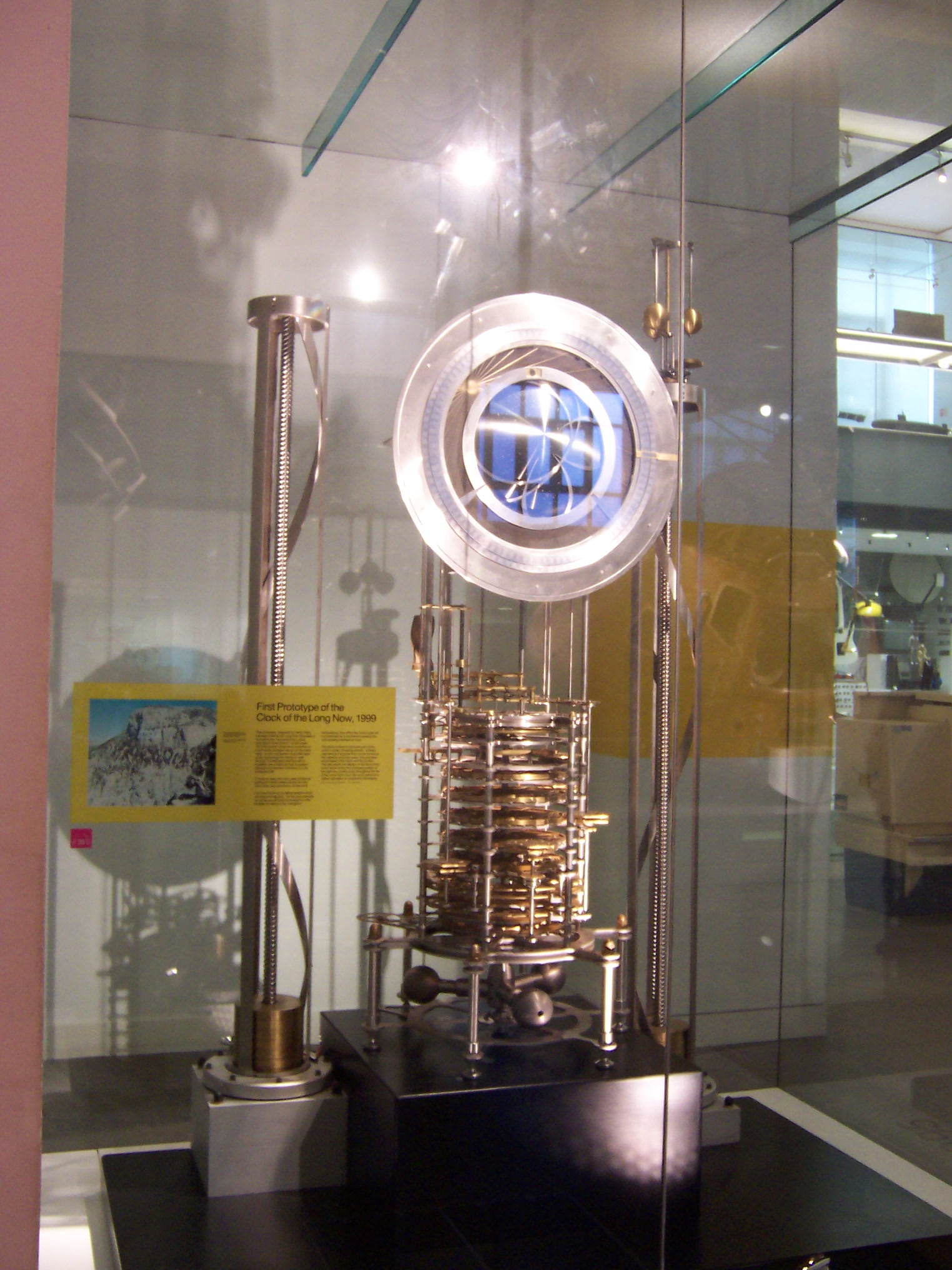
Prototyp der „Uhr des langen Jetzt“ in Science Museum, London

Koordinaten: 31° 26′ 54,28″ N, 104° 54′ 13,82″ W
The Clock of the Long Now (englisch „Die Uhr des langen Jetzt“) ist eine im Bau befindliche mechanische Uhr, die die Zeit für die nächsten 10.000 Jahre zeigen soll.

## Inspiration
Die Uhr ist eines der Hauptprojekte der Long Now Foundation. Angeregt durch die allgemeine Stimmungslage im Vorfeld des Jahrtausendwechsels waren die Gründer der Stiftung zu der Überzeugung gelangt, dass es für das langfristige Überleben der Menschheit gut wäre, wenn ihr Blickfeld wirklich weit in die Zukunft reicht.

### Anforderungen an die Uhr
- Langlebigkeit: Die Uhr soll auch nach 10.000 Jahren noch hinreichend genau sein und keine wertvollen Teile (wie Edelsteine, teure Metalle oder spezielle Legierungen) enthalten, die geplündert werden könnten.
- Wartbarkeit: Zukünftige Generationen sollen in der Lage sein, die Uhr zu reparieren. Sie sollen dafür keine Pläne benötigen, und Technologien auf dem Stand der Bronzezeit sollen dafür ausreichend sein.
- Transparenz: Um zu verstehen, wie die Uhr funktioniert, soll man sie weder stoppen noch zerlegen müssen.
- Entwicklungsfähigkeit: Es sollte möglich sein, die Uhr im Laufe der Zeit weiter zu verbessern.
- Skalierbarkeit: Es soll möglich sein, funktionsfähige Versionen der Uhr von einer Tischuhr bis zu monumentaler Größe mit demselben Bauplan zu bauen.[4]

## Geschichte
Das Projekt wurde von Computeringenieur und Erfinder Danny Hillis im Jahr 1986 konzipiert. Er entwickelte die Idee zusammen mit Stewart Brand, der 1996 die Long Now Foundation gründete, sowie dem Designer Alexander Rose, heute Geschäftsführer der Stiftung. Der erste Prototyp der Uhr wurde gerade rechtzeitig zur Jahrtausendwende fertiggestellt. Dieser Prototyp, etwa zwei Meter hoch, ist derzeit im Science Museum in London ausgestellt. Ab Dezember 2007 wurden zwei weitere Prototypen in dem Long Now Museum & Store in Fort Mason Center in San Francisco ausgestellt.
Amazon-Gründer Jeff Bezos hat sich von der Idee derart begeistern lassen, dass er den Bau mit 42 Millionen US-Dollar unterstützt. Die vorbereitenden Bauarbeiten an dem geplanten Standort der Uhr auf einem Grundstück von Jeff Bezos in den Bergen von Texas wurden bereits begonnen.
Die Uhr wurde von dem britischen Musikkünstler Brian Eno poetisch auf den Namen „The Clock of the Long Now“ getauft.

## Beschreibung

Die einzelnen Komponenten
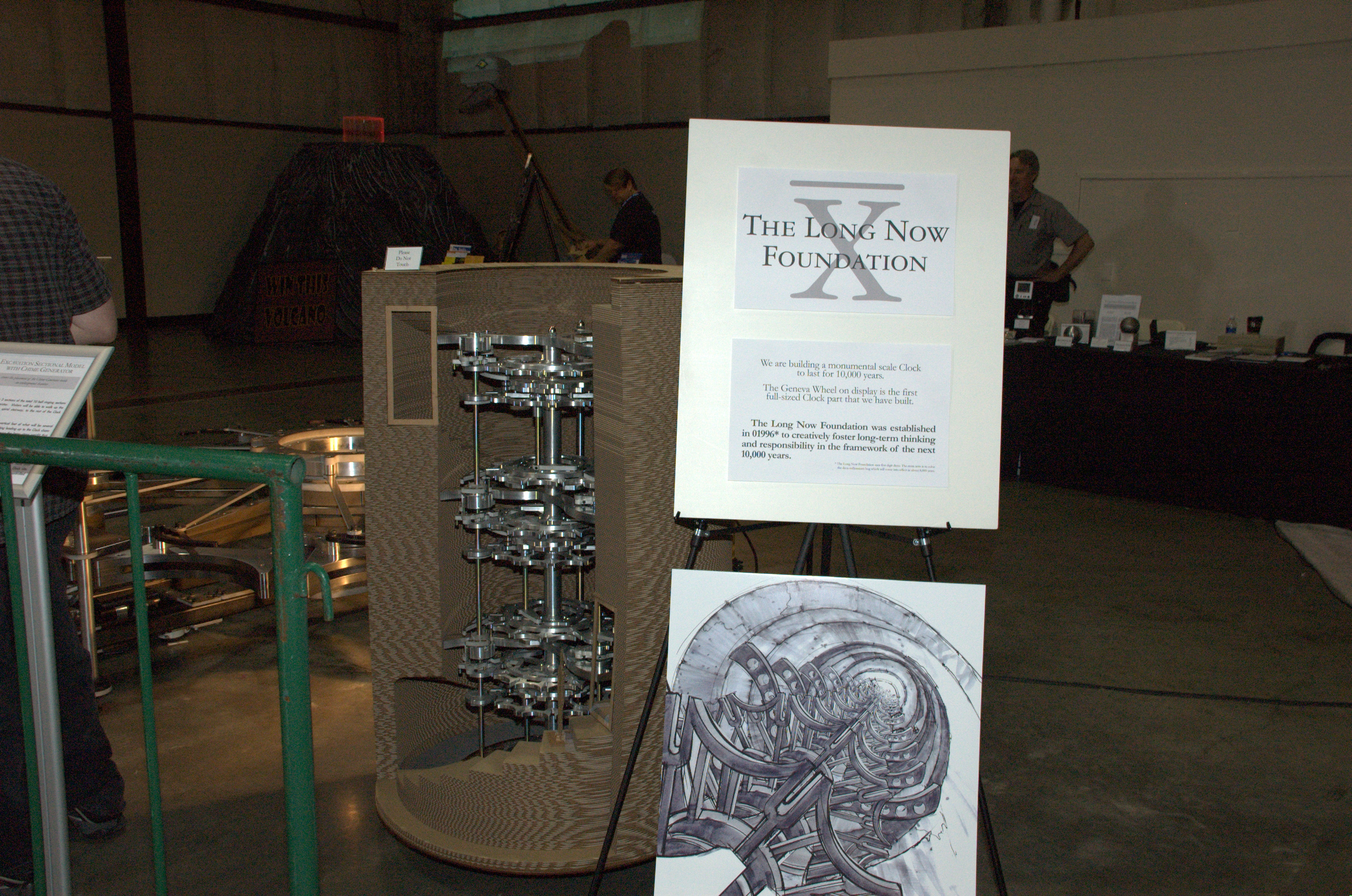
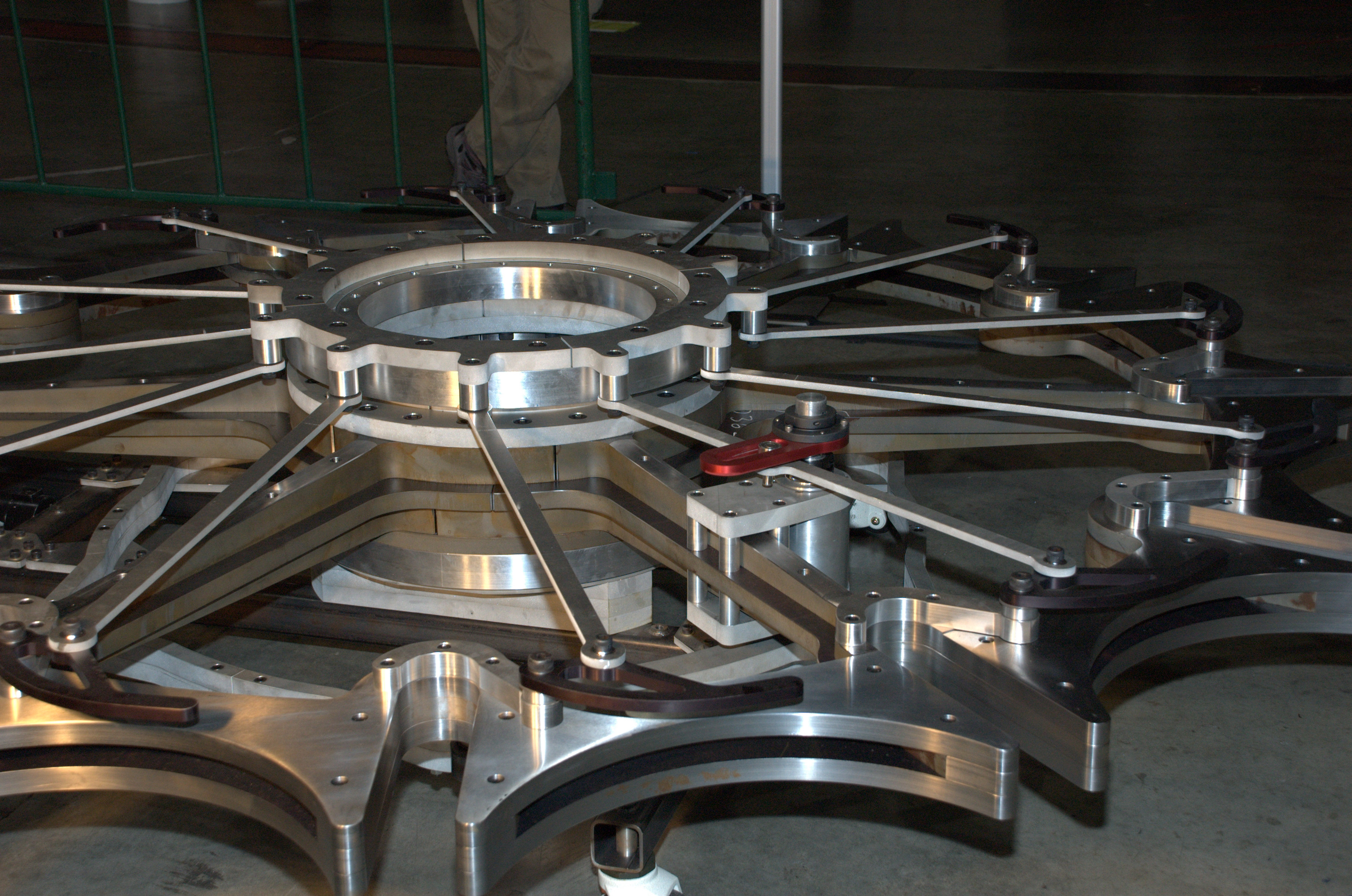
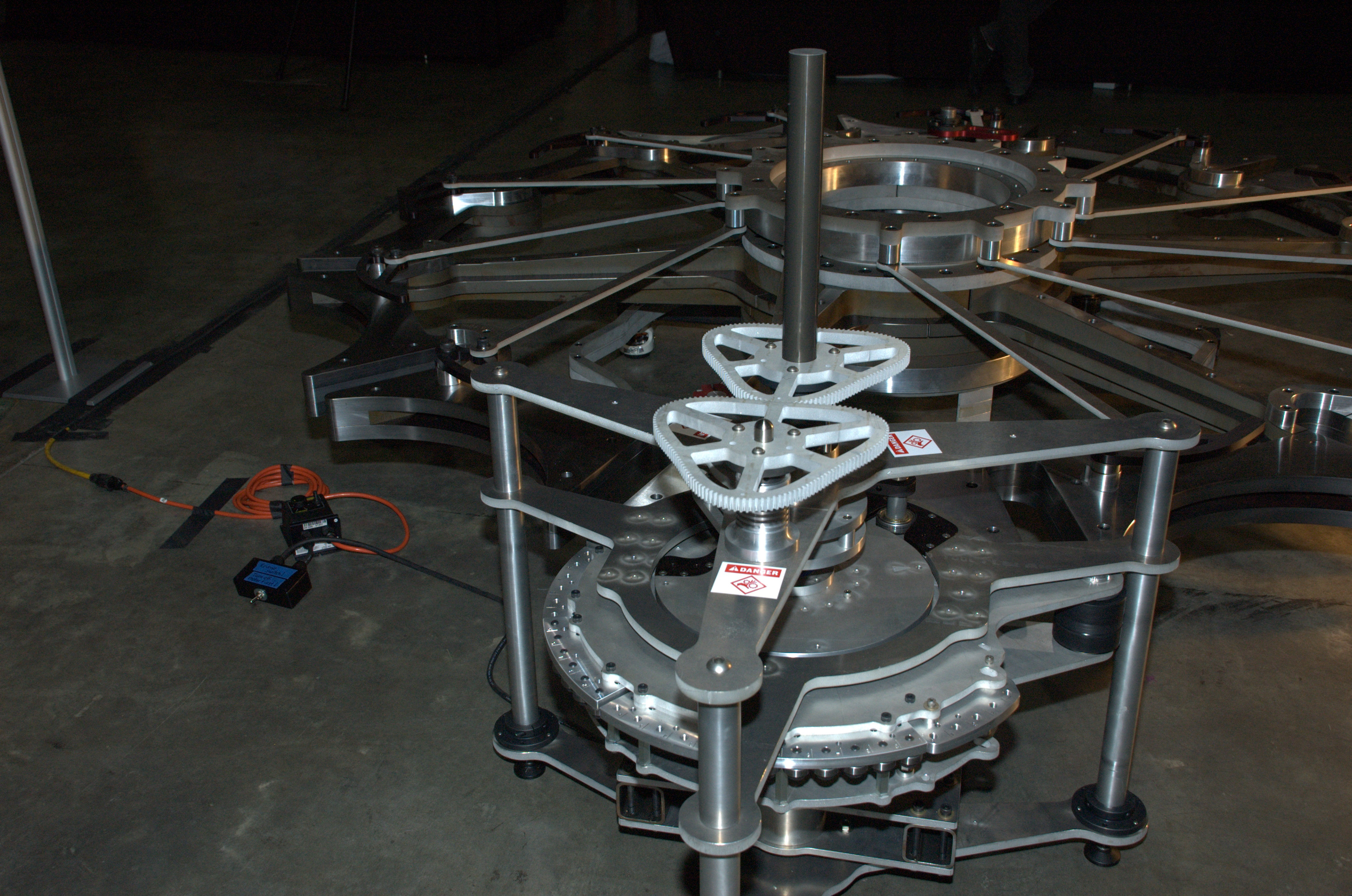

Die Uhr wird tief unter der Erde, in einem Stollen in Texas, installiert, damit sie vor Erschütterungen geschützt ist. Das Gesamtkonzept basiert auf einer elektromechanischen Konstruktion. Im Zentrum der Uhr ist ein Astrolab mit einer Planetenmaschine platziert.
Die Uhr erhält ihre Energie aus den Temperaturschwankungen zwischen Tag und Nacht. Wenn die Besucher die momentane Zeit angezeigt haben möchten, müssen sie den Mechanismus in Bewegung setzen und dadurch die nötige Energie selbst zuführen.
Als Zeitgeber wurde ein Torsionspendel gewählt, das zwar zuverlässig, aber nicht sehr genau ist. Um das auszugleichen, wird das Pendel mit Hilfe der durch ein Saphirglasfenster einfallenden Mittagssonne synchronisiert. Ein Metallteil wird durch die Sonne erwärmt und verformt sich, wodurch sie auf Mittag eingestellt wird. Dadurch kann die Uhr über Jahrtausende hinweg die richtige Zeit halten, auch wenn die Synchronisierung wegen Bewölkung nicht jeden Tag erfolgt.
Die Uhr enthält auch ein Glockenspiel, dessen Melodien sich durch einen von Brian Eno entwickelten Algorithmus innerhalb von 10.000 Jahren nicht wiederholen werden.